# Lucio Cornelio Léntulo (cónsul 327 a. C.)
Lucio Cornelio Léntulo  fue hijo del senador romano del mismo nombre, cónsul en 327 a. C. y dictador. Comandó un ejército de observación contra los samnitas justo antes de que estallara la segunda guerra samnita en 324 a. C.
Fue legado en la batalla de las Horcas Caudinas cinco años después y aconsejó a los cónsules aceptar los términos ofrecidos por el enemigo. Al año siguiente fue dictador y probablemente era el magistrado que vengó la caída en desgracia de las Caudinas. Este hecho está en disputa, pero sus descendientes reclamaron el honor para él, al asumir el cognomen «Caudinus».